# Avád al-Anazí
Avád al-Anazí (arabul: عواد العنزي); 1968. szeptember 24. –) szaúd-arábiai válogatott labdarúgó.

## Pályafutása

### Klubcsapatban
1993 és 1994 között az Al-Shabab csapatában játszott.

### A válogatottban
1992 és 1994 között 3 alkalommal játszott a szaúd-arábiai válogatottban. Részt vett az 1992-es Ázsia-kupán, az 1992-es konföderációs kupán és az 1994-es világbajnokságon.

## Sikerei, díjai
Szaúd-Arábia
- Konföderációs kupa döntős (1): 1992